# Joe Johnston
Joe Johnston, właśc. Joseph Eggleston Johnston II (ur. 13 maja 1950 w Fort Worth w stanie Teksas) – amerykański reżyser filmowy i specjalista od efektów specjalnych. Laureat Oscara za najlepsze efekty specjalne do filmu Poszukiwacze zaginionej Arki (1981).

## Filmografia
- Kochanie, zmniejszyłem dzieciaki (1989)
- Człowiek rakieta (1991)
- Władca ksiąg (1994)
- Jumanji (1995)
- Dosięgnąć kosmosu (1999)
- Park Jurajski III (2001)
- Hidalgo – ocean ognia (2004)
- Wilkołak (2010)
- Kapitan Ameryka: Pierwsze starcie (2011)
- Ryzyko zawodowe (2014)